# Henry Hill
Henry Hill (Brooklyn, New York, 1943. június 11. – Los Angeles, 2012. június 12.) amerikai bűnöző.

## Élete
Apja ír, anyja olasz származású volt. Henry Hill egész életében gengszter akart lenni, 11 évesen be is került egy szervezett bűnözői csoportba 1955-ben. Először 16 évesen tartóztatták le, egy lopott hitelkártyával akart fizetni. Bandatársait megnyerte azzal, hogy nem „köpött” és egyedül vitte el a balhét. Már 1967-ben 420 ezer dollár ellopásával gyanúsították. De a csúcsra 1978-ban ért, mikor kulcsszerepe volt a Kennedy repülőtéren a Lufthansa légitársaságtól 5,8 millió dollár ellopásában. Az egész terv kieszelője Jimmy Burke volt. Ezen rablás után a bandatagok hamar egymás ellen fordultak, sokan holtan végezték. (A Nagymenők című filmben így fogalmazott Ray Liotta „Ha pénzre volt szükségünk, kiraboltuk a repteret, jobb volt számunkra, mint a CitiBank”). Henry azt hitte, ő következik, ezért paranoia kerítette hatalmába, amit csak tetézett, hogy a főnöke háta mögött kábítószerrel kereskedett. 1980-ban drogkereskedelem vádjával letartóztatták. Nem került börtönbe, mert az igazságügyi minisztériummal egyezséget kötött, és a Szövetségi Nyomozóiroda, az FBI besúgója lett.
1987-ben is letartóztatták kábítószer ügyletei miatt, 5 év próbaidőt kapott. Bujkálnia kellett, az 1990-es évek első felében azonban kitették a tanúvédelmi programból, mert nem hagyott fel a kábítószer-kereskedelemmel.
Mivel sokan haltak meg egykori társai közül, Henry megnyugodott, hogy talán a maffia bosszúja nem éri utol. A törvénnyel a későbbiekben még többször is összeütközésbe került, többek közt ittas vezetés miatt. A halál egy Los Angeles-i kórházban érte utol, leállt a szíve. Évek óta koszorúér-betegségben szenvedett. 69 évesen hunyt el, ő ihlette a Nagymenők című filmet, ezen kívül sok dokumentumfilmet forgattak róla.
Paul Cicero (valódi nevén: Paul Vario), Henry főnöke 1988-ban 73 évesen életét vesztette a börtönben. Jimmy Conway (valódi nevén: James Burke) Henry fő bűntársa 2004-ben leghamarabb 78 éves korában kérelmezhette volna szabadlábra helyezését. Ezt azonban már nem élte meg. 1996-ban gyomorrákban halt meg.
Házastársai voltak: Karen Friedman (1965–1989), majd Kelly Alor (1990–1996).
Gyermekei: Gina Hill, Gregg Hill.